# ÍA Akranes
Íþróttabandalag Akranes - beter bekend als ÍA - is een IJslandse omnisportvereniging uit Akranes, een plaats in het westen van het land. In 1946 werd de club opgericht. ÍA is vooral bekend van de voetbalafdeling, maar is ook actief in badminton, basketbal, bowling, golf, gymnastiek, karate, paardensport, volleybal en zwemmen.

## Voetbal
In 1951, vijf jaar na de oprichting in 1946, behaalde de club voor de eerste keer de landstitel. Daarmee was ÍA de eerste club van buiten de hoofdstad Reykjavik die landskampioen werd. Daarna groeide het uit tot een van de meest succesvolle clubs van het land en staat ook bekend om het feit dat het vele goede jeugdspelers heeft voortgebracht.

### Erelijst
- Landskampioen (18x)

1951, 1953, 1954, 1957, 1958, 1960, 1970, 1974, 1975, 1977, 1983, 1984, 1992, 1993, 1994, 1995, 1996, 2001
- Beker van IJsland (9x)

1978, 1982, 1983, 1984, 1986, 1993, 1996, 2000, 2003
- Supercup (2x)

1986, 2003
- 1. deild karla (5x)

1968, 1991, 2011, 2018, 2023
* Tot 1997 2. Deild, vanaf 1997 1. Deild

### Eindklasseringen
- 2000 5e
Úrvalsdeild
- 2001 1e
Úrvalsdeild
- 2002 5e
Úrvalsdeild
- 2003 3e
Úrvalsdeild
- 2004 3e
Úrvalsdeild
- 2005 3e
Úrvalsdeild
- 2006 6e
Úrvalsdeild
- 2007 3e
Úrvalsdeild
- 2008 12e
Úrvalsdeild
- 2009 9e
1. deild karla
- 2010 5e
1. deild karla
- 2011 1e
1. deild karla
- 2012 6e
Úrvalsdeild
- 2013 12e
Úrvalsdeild
- 2014 2e
1. deild karla
- 2015 7e
Úrvalsdeild
- 2016 8e
Úrvalsdeild
- 2017 12e
Úrvalsdeild
- 2018 1e
1. deild karla
- 2019 10e
Úrvalsdeild
- 2020 8e
Úrvalsdeild
- 2021 9e
Úrvalsdeild
- 2022 11e
Úrvalsdeild
- 2023 1e
1. deild karla
- 2024 5e
Úrvalsdeild

- Úrvalsdeild
- 1. deild karla

### ÍA in Europa
ÍA speelt sinds 1970 in diverse Europese competities. Hieronder staan de competities en in welke seizoenen de club deelnam:
- Champions League'(3x)

1993/94, 1997/98, 2002/03
- Europacup I (6x)

1971/72, 1975/76, 1976/77, 1978/79, 1984/85, 1985/86
- Europa League

-
- Europacup II (4x)

1977/78, 1979/80, 1983/84, 1987/88
- UEFA Cup (13x)

1980/81, 1986/87, 1988/89, 1989/90, 1994/95, 1995/96, 1996/97, 1998/99, 2000/01, 2001/02, 2004/05, 2006/07, 2008/09
- Intertoto Cup (2x)

1999, 2005
- Jaarbeursstedenbeker (1x)

1970/71

### Bekendste spelers
- Joey Guðjónsson
- Þórður Guðjónsson
- Pétur Pétursson
- Grétar Steinsson